# Cytisin

Strukturformel

Cytisin är en alkaloid som naturligt förekommer i vissa växter som exempelvis gullregn. Dess kemiska beteckning är C11H14N2O, har en densitet på 1,24 g/cm3 (förutsagd), och är lösligt i kloroform, etanol, metanol, aceton och har en löslighet i vatten på 439 mg/l.

## Användningsområden
Cytisin är en acetylkolin-agonist, och har en stark bindningsaffinitet för nikotin-acetylkolinreceptorn. Som en farmaceutisk beredning, är den tillgänglig för behandling av tobaksrökning, det utvinns ur frön av sydgullregn. Cytisin har funnits i tidigare socialistiskt ekonomiska länder i mer än 40 år som ett hjälpmedel för att sluta röka. Via varumärket Tabex produceras det av det bulgariska läkemedelsföretaget Sopharma AD.